# Переводчик огня

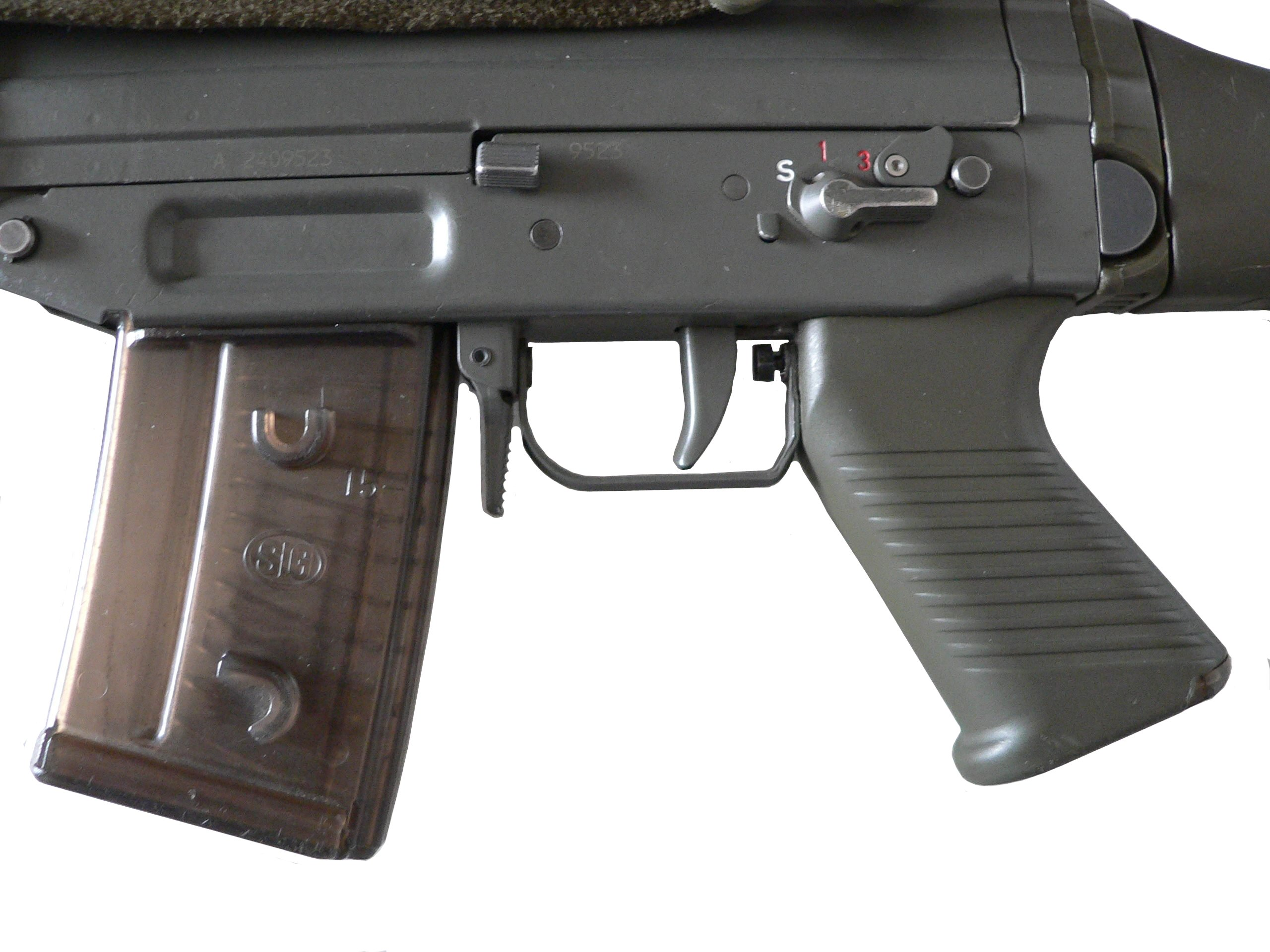
Переводчик огня на SIG 550 (S — safe — предохранитель, 1 — стрельба одиночными, 3 — очередь с отсечкой по три патрона)

Переводчик огня — механизм управления автоматическим оружием, позволяющий переключаться между режимами ведения огня. В зависимости от устройства ударно-спускового механизма, такими режимами могут быть стрельба одиночными выстрелами, стрельба фиксированной очередью, длинной очередью, а также различный темп стрельбы. В большинстве современных образцов совмещён с предохранителем и имеет дополнительное положение «выключен», в котором задействуется предохранитель.
Возможность вести огонь в различных режимах позволяет сохранить эффективность оружия в широком спектре тактических ситуаций.

## История
Попытки создания образцов стрелкового оружия, способного вести огонь в нескольких режимах предпринимались уже в конце XIX века. Одной из первых стала винтовка Cei-Rigotti, позволявшая вести как одиночный, так и автоматический огонь. Один из первых российских автоматов — Автомат Фёдорова — также имел двухпозиционный переводчик огня, притом отъёмный. Устройство, позволявшее включить режим стрельбы очередями, выдавалось только бойцам, продемонстрировавшим высокий уровень стрелковой подготовки. Аналогичным образом была устроена и АВС-36.
Появившийся в период между двумя мировыми войнами пулемёт Браунинг M1919A2 имел переводчик огня, позволявший выбирать темп стрельбы — 350 или 550 выстрелов в минуту. Более медленный темп стрельбы позволял снизить вероятность перегрева ствола.
С появлением и широким распространением индивидуального автоматического оружия в конце Второй мировой, переводчиками огня стали оснащаться практически все популярные модели: StG 44, AK-47, AR-15, EM-2 и их преемники.

## Галерея

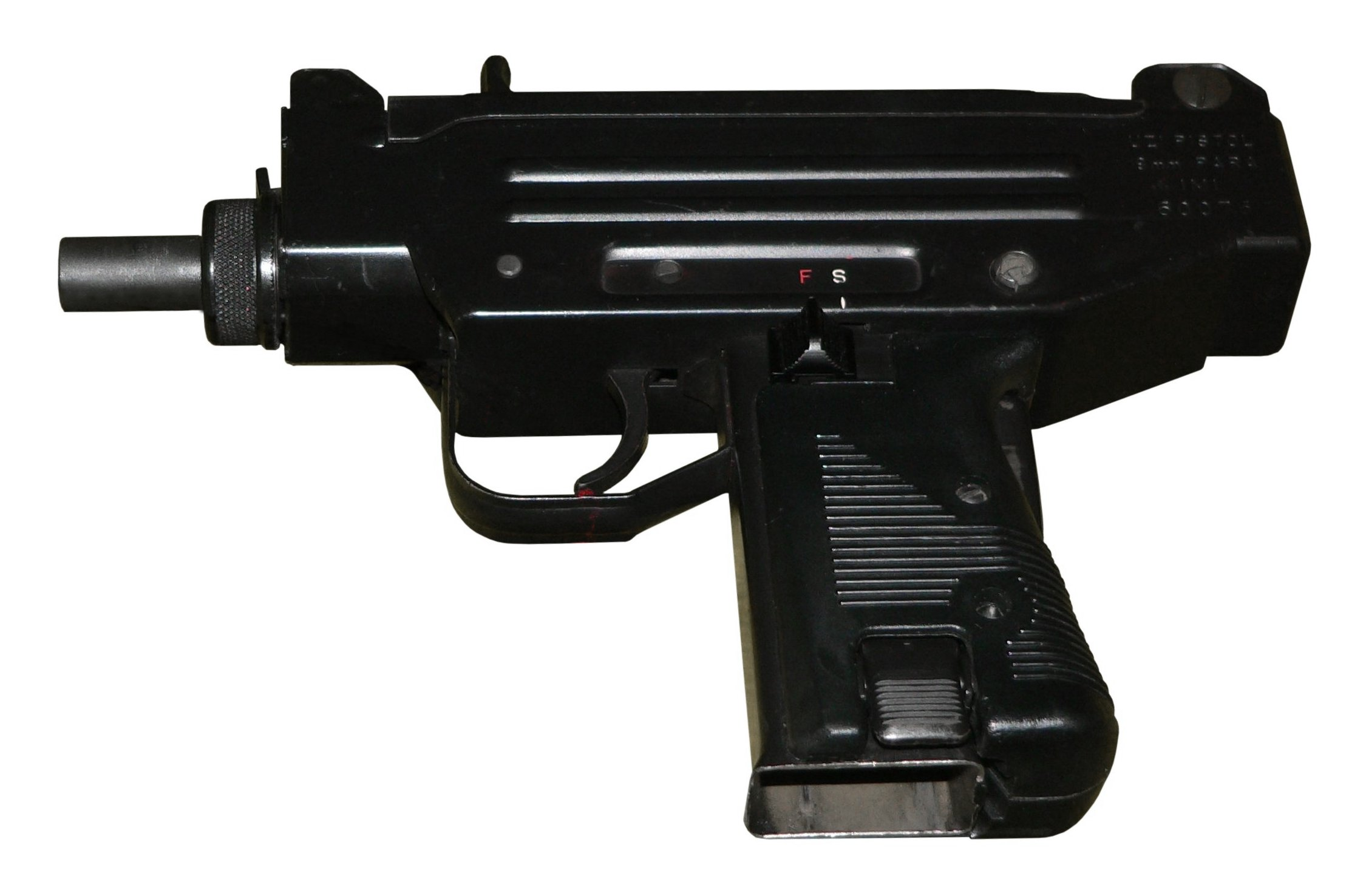
IMI Micro Uzi (S - safe - предохранитель, F - fire - автоматический огонь)
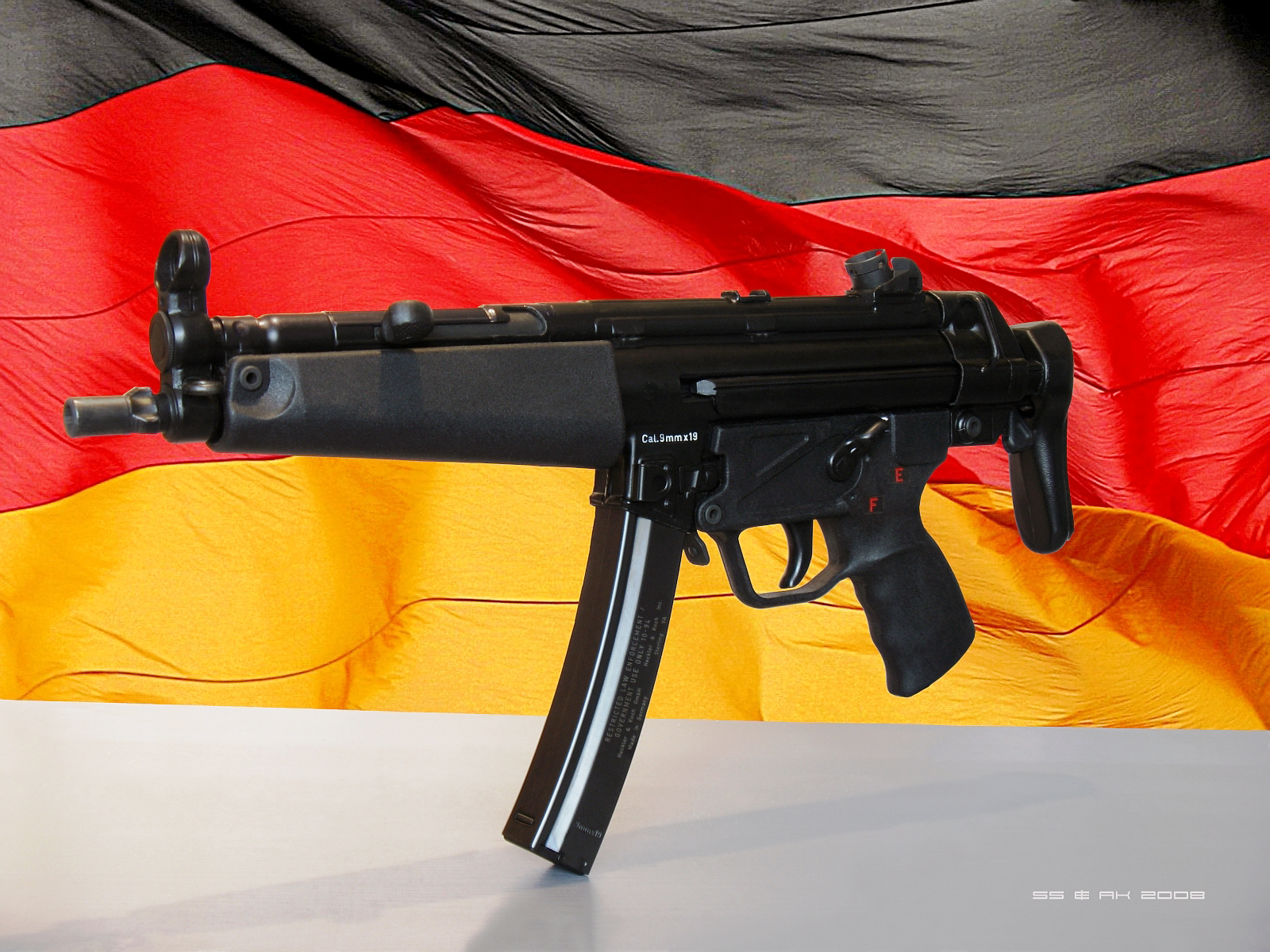
HK MP5 (S - Sicher - предохранитель, E - Einzelfeuer - одиночные, F - Feuer - автоматический огонь)
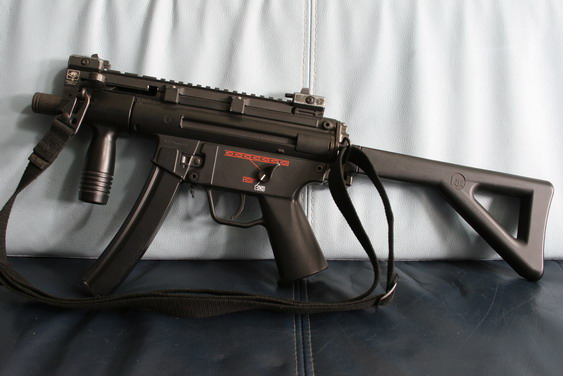
HK MP5K (режимы огня обозначены пиктограммами)
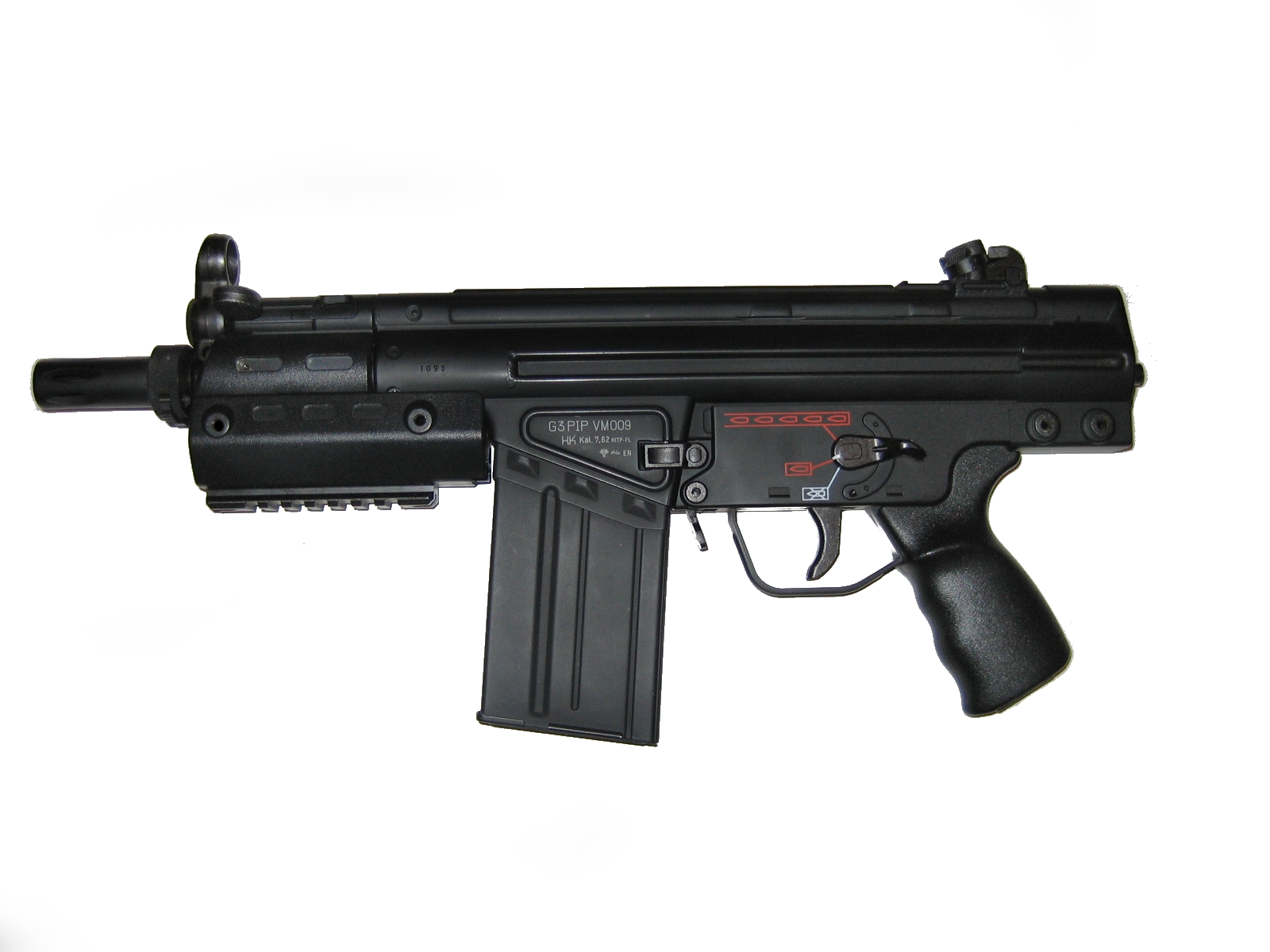
HK G3 SAS
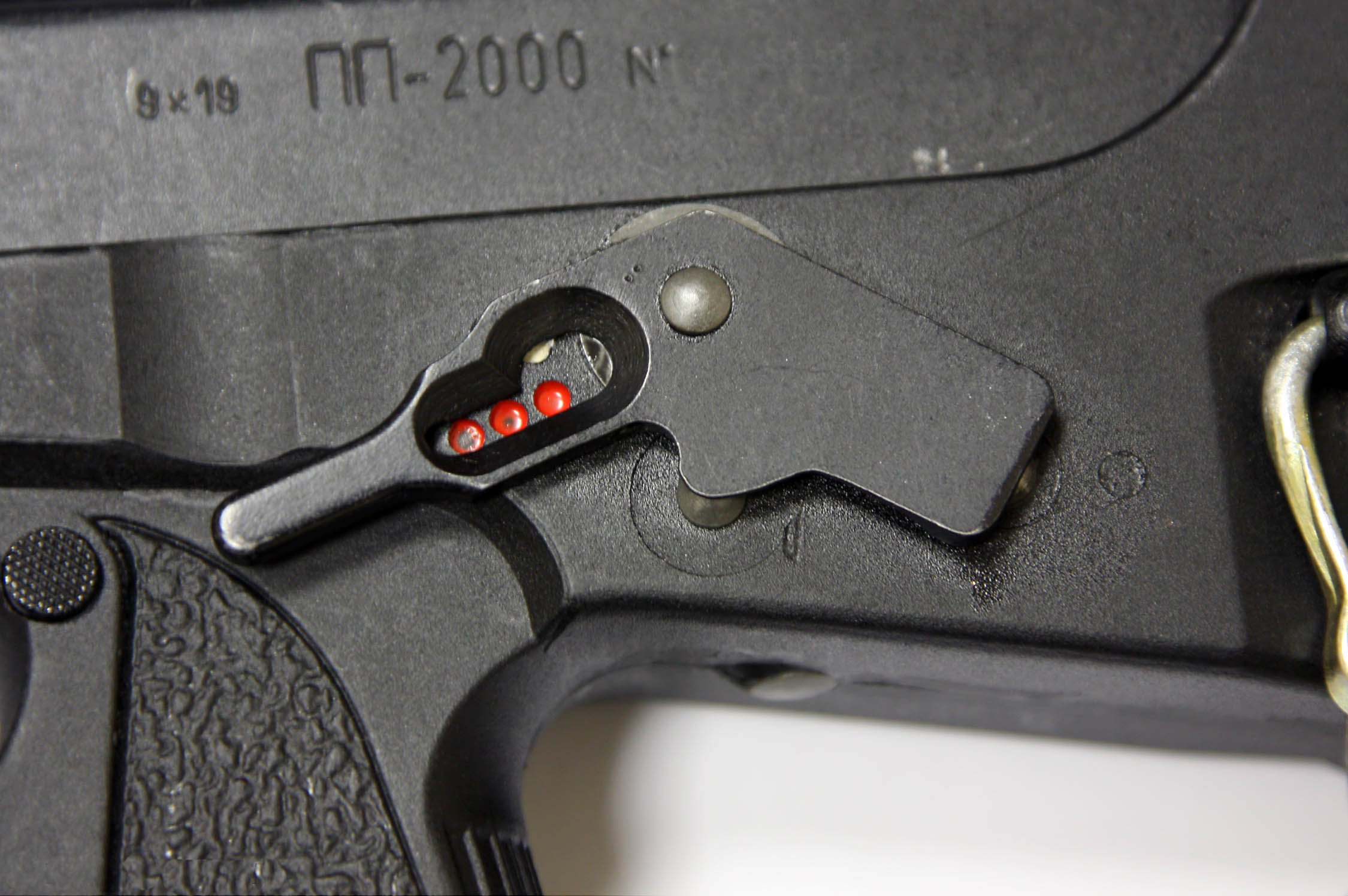
ПП-2000
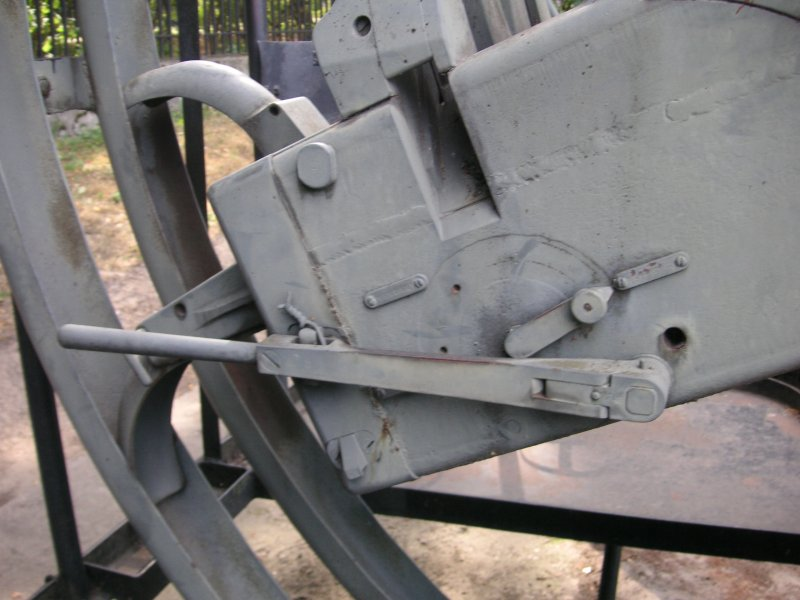
Bofors L60 (зенитное орудие, режимы SAFE, SEMI, AUTO[1][2])